# Som sagt
Som sagt var ett tv-magasin om språk som sändes i Sveriges Television 1999-2000. Alexandra Pascalidou var programledare. 
Programmens innehåll bestod bland annat av samtal med gäster om olika språk. Bland gästerna fanns Dogge Doggelito, Jasenko Selimovic, Liza Marklund, Arne Hegerfors och Gudrun Schyman. 
Ett annat inslag var att Lars-Gunnar Andersson, professor i modern svenska, besvarade tittarfrågor.